# Şəki

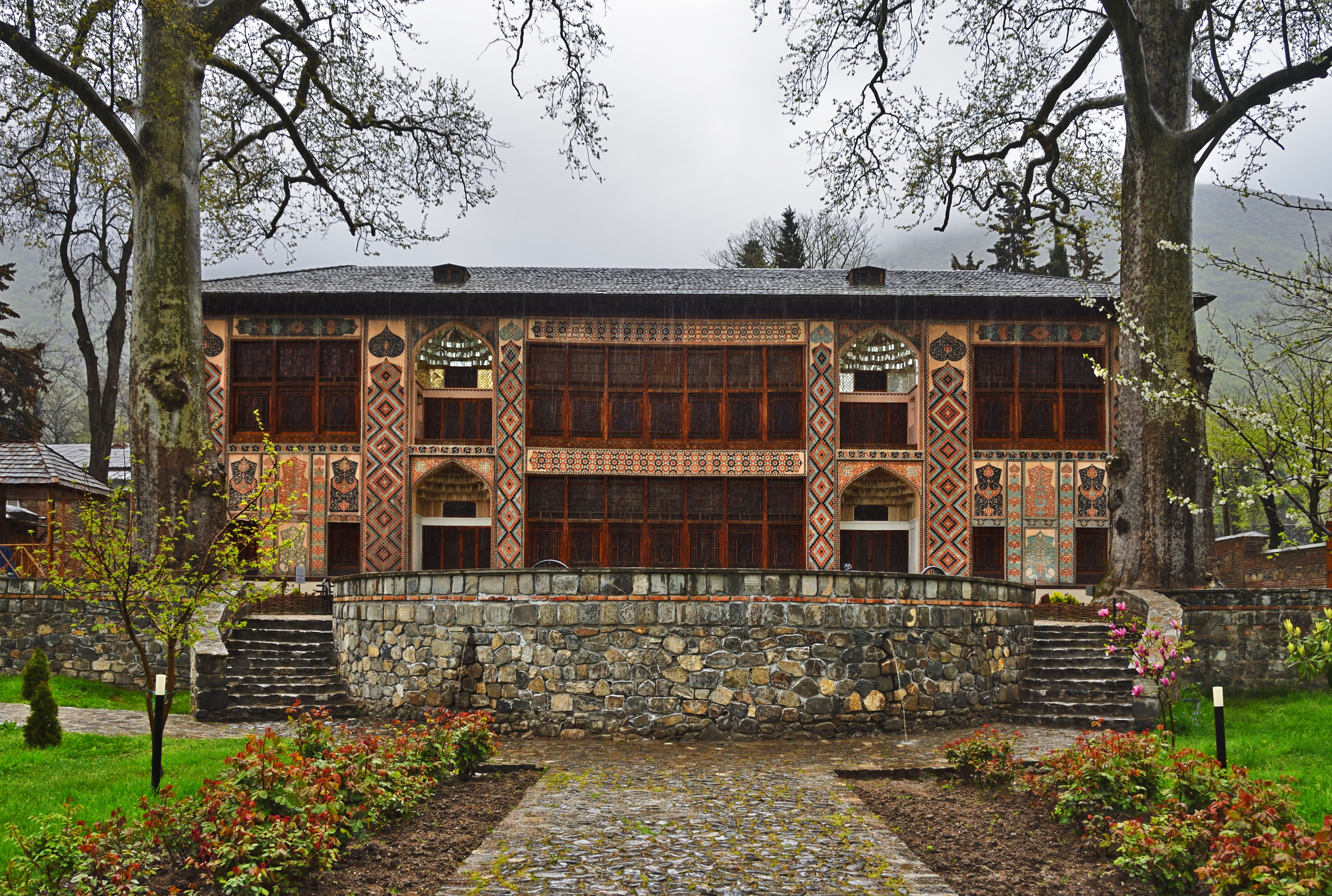
Khanspalast von Şəki

Şəki, deutsch auch Schäki (russisch Шеки Scheki; bis 1968 Нуха Nucha, aserbaidschanisch Nuxa, auch Nukha) ist eine Stadt in Nordwest-Aserbaidschan mit dem Status eines Rayons. Sie liegt rund 300 km entfernt von Baku am Fluss Kiş und hat 65.800 Einwohner (Stand: 2021). 2014 betrug die Einwohnerzahl 64.200.

## Namensursprung
Der Name der Stadt geht auf den skythischen Stamm der Saka zurück, die in diesem Gebiet seit dem 7. Jahrhundert v. Chr. lange siedelten. Im Mittelalter hatte die Stadt viele Namen, wie Sheke, Sheki, Shaka, Shakki, Shakne, Shaken, Shakkan und Shekin.
Nach einer Schlammflut 1772 wurde die Stadt an den heutigen Ort verlegt. In der Folgezeit, besonders nach der Auflösung des Khanats 1819, wurde die Stadt nach dem nahen Dorf Nuxa genannt. 1968 wurde die Umbenennung rückgängig gemacht.

## Geschichte
Die ältesten Siedlungsspuren in Şəki sind mehr als 2700 Jahre alt. Die Erstbesiedlung erfolgte in der Späten Bronzezeit. Im 7. Jahrhundert v. Chr. wanderten die Saka von Norden her in das Gebiet ein. Die Region wurde nach ihnen Sakasena genannt.
Im 1. Jahrhundert war Şəki eine der größten Städte Albanias. Der Haupttempel der Albani befanden sich in der Stadt. Nach der arabischen Invasion wurde Şəki dem Abbasiden-Kalifat eingegliedert. Später gehörte es zum Gebiet der Schirwanschah und war ab etwa 1500 unabhängig. 1551 wurde es von den Safawiden annektiert. Nach 1747 war es die Hauptstadt eines unabhängigen Khanats, dem Khanat Scheki.
1805 wurde dieses Khanat Teil des russischen Reiches, was 1813 durch den Frieden von Gulistan bestätigt wurde. 1819 wurde Şəki als Nuxa die Hauptstadt des Kreises Nuxa im Gouvernement Şamaxı.
Die Stadt wurde in ihrer Geschichte häufig verlassen und zerstört, weswegen die ältesten historischen Bauten aus dem 16. Jahrhundert stammen.

## Sehenswürdigkeiten

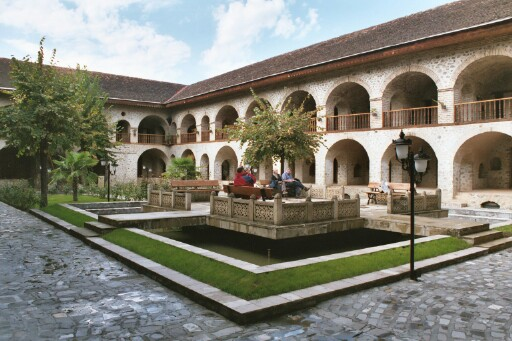
Karawanserei in Scheki

Şəki ist bekannt für den Khanspalast aus dem 18. Jahrhundert und die Karawansereien. Die Altstadt mit dem Khanspalast wurde im Jahr 2019 von der UNESCO zum Weltkulturerbe erklärt.

## Wirtschaft
In Şəki gibt es eine Lebensmittelindustrie und Landwirtschaft, vor allem die Seidenproduktion. Es werden vor allem Tabak, Weintrauben, Nüsse, Getreide angebaut und Milchprodukte hergestellt. Auch wird Halva nach traditionellen Rezepten hergestellt. Ebenso gibt es zahlreiche Heilquellen.
Früher gab es in der Stadt Gold- und Silbertressenfabriken und Gerbereien.

## Partnerstädte
- Giresun, Türkei
- Gabrovo, Bulgarien
- Sluzk, Belarus

## Persönlichkeiten
- Mirzə Fətəli Axundov (1812–1878), aserbaidschanischer Aufklärer, Schriftsteller, Philosoph und Literaturkritiker
- Mustafa Bey Alibeyov (1872–1945), Publizist, Schriftsteller, Dramatiker und Rechtsanwalt
- Fətəli Xan Xoyski (1875–1920), aserbaidschanischer Politiker, Premier- und Außenminister
- Şəfiqə Axundova (1924–2013), aserbaidschanische Komponistin